# صامويل د. إنجهام
صامويل د. إنجهام (بالإنجليزية: Samuel D. Ingham) (و. 1779 – 1860 م) هو سياسي من الولايات المتحدة الأمريكية . تولى منصب أعضاء مجلس النواب الأمريكي (4 مارس 1823–3 مارس 1829)، ووزير الخزانة الأمريكي، وعضو مجلس نواب بنسلفانيا .
وهو عضو في الحزب الجمهوري الديمقراطي، والحزب الديمقراطي الأمريكي .
توفي في ترنتون، نيوجيرسي .

## روابط خارجية
- صامويل د. إنجهام على موقع إن إن دي بي (الإنجليزية)